# Que no muera la aspidistra
Que no muera la aspidistra (cuyo título original en inglés es Keep the Aspidistra Flying) es una novela del escritor británico George Orwell publicada en 1936. En algunas versiones en español, el título se tradujo como Venciste Rosemary. 
Narra el proceso de autoexclusión social de un joven de 30 años, Gordon Comstock, que prefiere un trabajo mal remunerado de ayudante en una pequeña librería a ejercer de publicista en una importante firma con un buen sueldo. Sus ideales contra el universo del dinero, personificado como el El Dios Dinero, una figura que abarca la industria de la publicidad y el City, le llevan poco a poco a la marginalidad en todos los aspectos de la vida, incluido el personal, ya que le resulta imposible casarse con su novia Rosemary «sin un buen trabajo». Hasta sus afanes por convertirse en poeta fracasan ante la imposibilidad de ser creativo sin unos mínimos recursos económicos. El autor escribió la obra entre 1934 y 1935, cuando residía en Hampstead.
Novela semiautobiográfica, Orwell basó la coprotagonista Rosemary en Sally Jerome, una artista a quien conoció en esa época.

## Sinopsis
En el Londres de los años treinta, los burgueses solían adornar su hogar con una planta originaria de China, la aspidistra, símbolo de una existencia desahogada y agradable, valores que, para Gordon Comstock, el protagonista de esta novela, no merecen sino desprecio. Gordon es un brillante redactor de eslóganes para una agencia de publicidad. Debería ser feliz: le gusta su trabajo y tiene una prometedora carrera por delante; Rosemary, su novia, le quiere y le admira. Sin embargo, a Gordon le acucia una secreta insatisfacción: en realidad, se siente poeta, y sabe que se está traicionando a sí mismo. Un día lo lanza todo por la borda: deja su trabajo, comienza a escribir un libro, vive al día y cultiva su vocación de artista. Pero las delicias de la vida bohemia pronto se transforman en las desventuras de la pobreza, pues, como poeta, es más bien mediocre, y los triunfos literarios se hacen esperar. Embarcado en una lucha personal contra la deshumanización de una sociedad basada en la explotación, Gordon se siente arrastrado hacia la soledad y sigue siéndole fiel.

## Trama
Gordon Comstock, poeta frustrado y brillante escritor de eslóganes publicitarios, le ha declarado la guerra al capitalismo y a la dependencia al dinero. Para ello, ha dejado un trabajo prometedor como redactor de la empresa publicitaria New Albion y ha tomado uno en una librería destartalada como vendedor. Viniendo de una familia respetable, Gordon resiente tener que trabajar para vivir.
Vive sin lujos en un cuarto de Londres. Su proyecto intermitente, que desarrolla en paralelo con su trabajo en la Librería, se llama Los Placeres de Londres, pero no avanza nunca lo suficiente, lo cual lo frustra. Por lo demás, solo ha publicado un libro de poesía titulado Ratones.
Gordon está obsesionado con el tema del dinero como punto determinante de las relaciones humanas. Siente que su novia Rosemary Waterlow, a quien conoció en New Albion, no está del todo con él debido a su pobreza y se avergüenza de aceptar que sus conocidos o vecinos (como Flaxman) le inviten a beber en el pub.
Tiene un único amigo, Philip Ravelston, marxista burgués editor de la revista literaria "Anticristo". En muchas ocasiones, le consuela y ayuda, aunque siempre discuten por el tema de la pobreza y el dinero. Sin embargo, tanto Ravelston como Rosemary y su hermana Julia admiran a Gordon.
Una tarde, después de días sin saber de ella, se encuentra con Rosemary. Se citan a un paseo, donde, tras gastar sus ahorros en una mala cena, Gordon intenta tener relaciones sexuales. Sin embargo, ella dice que no está lista, y Gordon achaca el rechazo a su pobreza.
Después de haber enviado un poema a una publicación estadounidense, recibe un cheque por 10 libras (a título de comparación, su sueldo mensual en la librería era de 2 libras). En un primer momento tiene intención de devolver a su hermana Julia parte del dinero que le ha prestado y reserva 5 libras para ella. Más adelante, llevado por el entusiasmo y la euforia de verse con tanto dinero en el bolsillo, las malgasta en una borrachera y una juerga, a la que arrastra también a su amigo Ravelston, que intenta en vano detenerlo a cada paso. 
A la mañana siguiente, Gordon amanece en una celda de policía, detenido por ebriedad y por agredir a un agente. Ravelston paga la multa y le deja vivir en su casa hasta que encuentre trabajo, puesto que el dueño de la librería donde trabajaba ha decidido despedirlo a raíz del escándalo. Transcurren varias semanas durante las cuales la relación de los amigos se deteriora y se degrada. Finalmente, Gordon acepta un trabajo en una librería de lance con un sueldo aún más bajo que el anterior (30 chelines, es decir, una libra y media a la semana). mal pagado. Decide hundirse en la miseria, hasta que Rosemary, quien queda embarazada de Gordon, lo hace volver a New Albion. Antes, ella y Julia tratan de hacerle volver al buen camino.
Gordon decide asumir su responsabilidad y trabaja en la agencia de publicidad por 4 libras a la semana, suficiente para vivir bien, en lo que Rosemary tiene al bebe. Se casan y él renuncia a la poesía de forma definitiva. Poco a poco, sus ideas van evolucionando y, como símbolo de esa evolución, la aspidistra, planta que consideraba enemiga por representar el "mundo del dinero", será la planta ornamental de su nueva morada.

## Recepción crítica
Aunque el propio Orwell despreció la obra –junto con A Clergyman's Daughter (1935)– como ejercicios que nunca debería haber publicado y que tuvo que vender para comer, y hasta llegó a pedir que no se reeditaran mientras él viviera, las críticas literarias han sido, generalmente positivas. Así, Lionel Trilling lo consideró una «summa de todas las críticas a un civilización comercial.»
El crítico Cyril Connolly escribió dos críticas de la novela: para el Daily Telegraph. Dijo que se trataba de un «libro salvaje y amargo» y que «las verdades que expone el autor son tan desagradables que uno acaba por tener miedo de mencionarlas siquiera». En el New Statesman escribió que se trataba de «una descripción cruda y angustiosa de la pobreza» escrita «de forma clara y violenta, a veces haciendo que el lector crea que está sentado en el sillón del dentista con el torno en marcha».
En una entrevista con Melvyn Bragg, Norman Mailer dijo que la novela era «perfecta desde la primera página hasta la última».
Un biógrafo, Jeffrey Meyers, afirmó que, aunque defectuosa en cuanto a trama, estilo y caracterización, la novela era «conmovedora y patética... resultado del retrato perspicaz que Orwell hacía de la alienación y la soledad que ocasionaba la pobreza, y de la respuesta tierna de Rosemary a la miseria y tacañería de Gordon».
Por otra parte, su amigo Tosco Fyvel escribió más tarde que, «a través de Gordon Comstock, Orwell expresaba su desprecio por la vida agobiante de Londres y por la presencia masiva de la publicidad –un claro anticipo de 1984–». Así, refiriéndose a la sonrisa que figura en un anuncio
y, citando la novela «"Y qué hay detrás de esa sonrisa? Desolación, vacío. profecías de un destino funesto... No puedes dejar de ver, si sabes mirar bien, ... las enormes ganas de morir de este mundo moderno." Y los retumbos de futuras guerras.»

## Huellas culturales
En la novela aparecen algunas frases destacables, como «Los principios están muy bien, siempre que no haya que ponerlos en práctica», y «Buenas noches, y buena suerte», frase que se haría famosa algunos años más tarde en boca del periodista Edward R. Murrow, en el contexto de los bombardeos de Londres durante la Segunda Guerra Mundial.

## Adaptación al cine
En 1997 se estrenó una adaptación al cine de la novela, A Merry War (en español: Una guerra feliz), dirigida por Robert Bierman y protagonizada por Richard E. Grant y Helena Bonham Carter.